# Коч, Вехби
Вехби Коч (тур. Vehbi Koç; 20 июля 1901 года ― 25 февраля 1996 года) ― турецкий предприниматель и филантроп. Основатель Koç Group, одного из крупнейших холдингов в Турции. За свою жизнь он стал одним из самых богатых граждан Турции. 

## Биография
Вехби Коч родился в 1901 году в Чоракали, преимущественно мусульманском районе Анкары. Жил в винограднике, расположенном в районе Кечиорен, недалеко от Анкары. Приобретенная его отцом в 1923 году собственность, которая осталась от семьи Касапян, которая бежала от геноцида, была позже приобретена Кочем и стала музеем Вехби Коч в 1944 году после капитального ремонта. 
Коч начал свою трудовую деятельность в 1917 году в небольшом продуктовом магазине, который его отец открыл для него в Анкаре. Первой учреждённой им фирмой была «Koçzade Ahmet Vehbi», которая была зарегистрирована в 1926 году в Торговой палате Анкары. Занимаясь коммерцией, он стал местным представителем компаний Ford Motor Company и Standard Oil (в настоящее время Mobil) в 1928 году. Когда Анкара стала столицей молодой Турецкой Республики, начался бум строительства, и Вехби Коч начал торговать строительными материалами и оборудованием. После создания филиалов в Стамбуле и Эскишехире в 1938 году, Коч собрал свои предприятия в холдинг Koç Ticaret A.Ş. 
В 1942 году Вехби Коч после введения варлык вергиси, увидел возможности, которые налог предоставил ему как бизнесмену, и захватил многие разваленные или конфискованные компании. Одним из таких приобретений было здание в Стамбуле, принадлежавшее армянину по имени Маргариос Оганян, который продал имущество на 1,5-2 миллиона лир через открытый аукцион по цене, значительно ниже стоимости, в попытке владельца избежать уплаты налога. Коч, тем не менее, нанял многих бывших владельцев и относился к ним справедливо и без предрассудков. 
Выйдя на General Electric, он подписал с компанией в 1948 году соглашение о строительстве завода по производству лампочек, который открылся в 1952 году. Заводы Коча в 1950-х годах производили автомобили, бытовую технику, радиаторы, электронные устройства, текстиль и спички. Кроме того, по лицензии Fiat началось производство тракторов. 
Первая инициатива Коча в автомобильном секторе в конечном итоге стало началом полномасштабной отрасли. По соглашению с Ford Motor Company в 1959 году обрела жизнь известная автомобильная компания Ford Otosan. После производства первого отечественного серийного автомобиля Anadol в 1966 году и в связи с улучшением экономической активности в Турции Вехби Коч в сотрудничестве с итальянской компанией FIAT основал в 1968 году компанию Tofaş, в результате чего был выпущен второй отечественный автомобиль Murat в 1971 году. 
Вехби Коч в 1963 году объединил под одной крышей все компании, носящие его имя, и основал Koç Holding A.Ş. Эпоха холдингов в Турции началась с этого шага. За Кочем последовало множество других бизнесменов. Его группа также имеет международные партнерские отношения с такими известными компаниями, как Fiat, Ford Motor Co., Yamaha и Allianz . За свою 76-летнюю карьеру он создал огромную организацию с более чем 108 компаниями, которые специализируются в различных секторах, таких как продукты питания, розничная торговля, финансы, энергетика, автомобили, туризм и технологии. В Koç Group работают 80 000 человек, её оборот составляет около 40 млрд. долларов, экспорт 900 млн. долларов и ежегодные инвестиции в размере 500–600 млн. долларов. Сегодня это одно из 200 крупнейших предприятий мира. Коч отошёл от дел в 1984 году, чтобы больше времени уделять общественной деятельности. Его сын Рахми взял на себя руководство компаниями группы.